# Abura-Asebu-Kwamankese

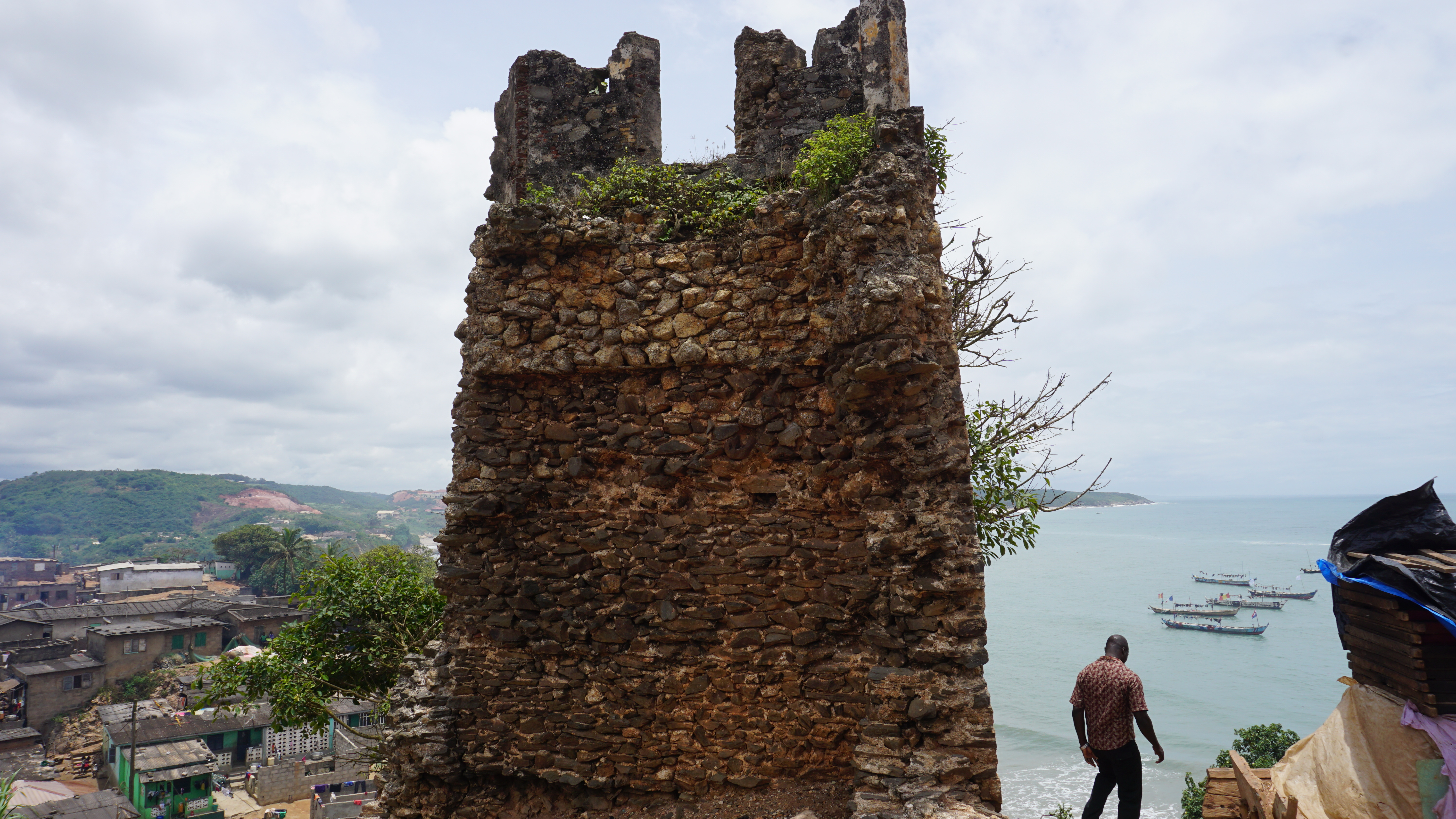
Fort Nassau in Moree, Ghana

Le district d'Abura/Asebu/Kwamankese est l’un des 13 districts de la Région du Centre (Ghana).